# 2017年金砖国家峰会

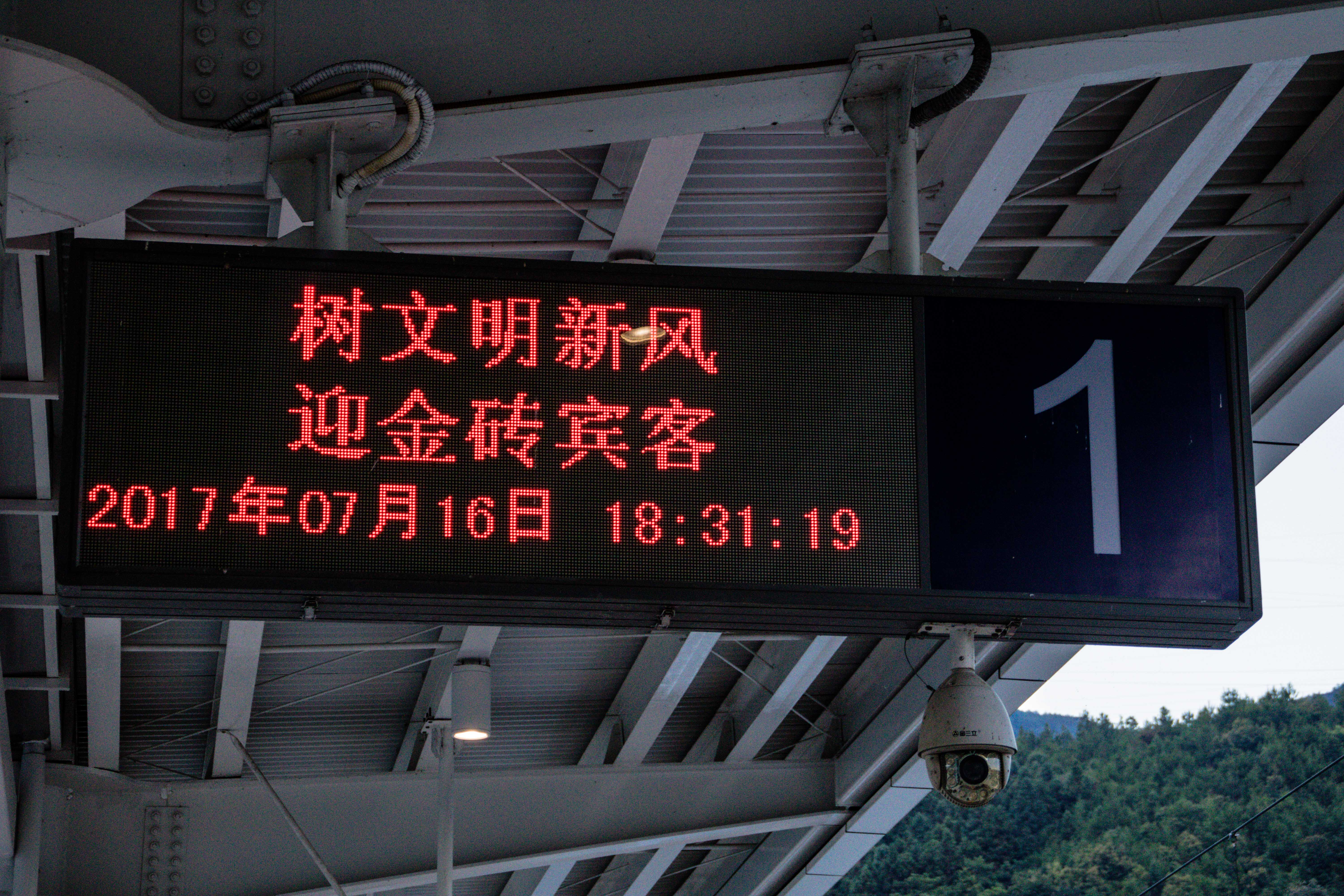
古田北站1站台信息屏上的金砖峰会标语

2017年金砖国家峰会，是第九次金砖国家外交会议，也是继2011年三亚峰会后第二次在中国举办的金砖国家峰会。出席此次会议的成员国有中国、巴西、俄罗斯、印度和南非，于2017年9月3日至5日在中国福建省厦门市举行，金砖国家峰会期间同时举办新兴市场国家与发展中国家对话会，出席该对话会的除金砖国家领导人外，还有埃及、几内亚、墨西哥、塔吉克斯坦、泰国领导人。

## 与会领导人

### 金砖国家领导人

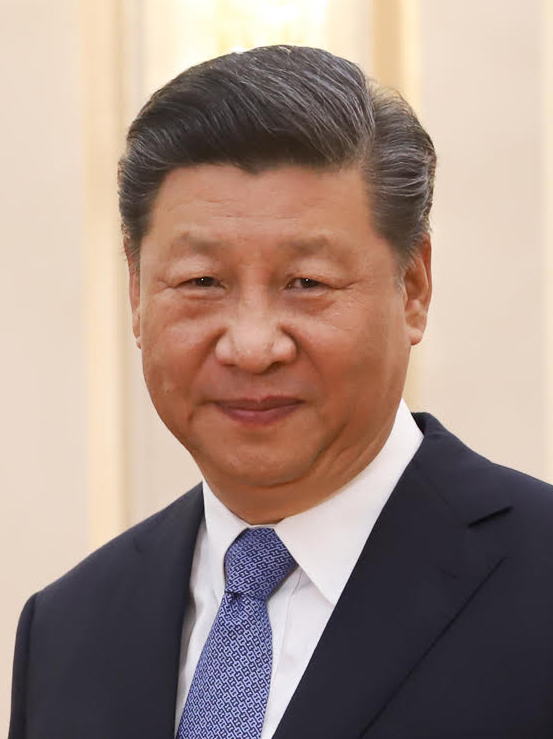
CHN 习近平, 中共中央总书记兼国家主席
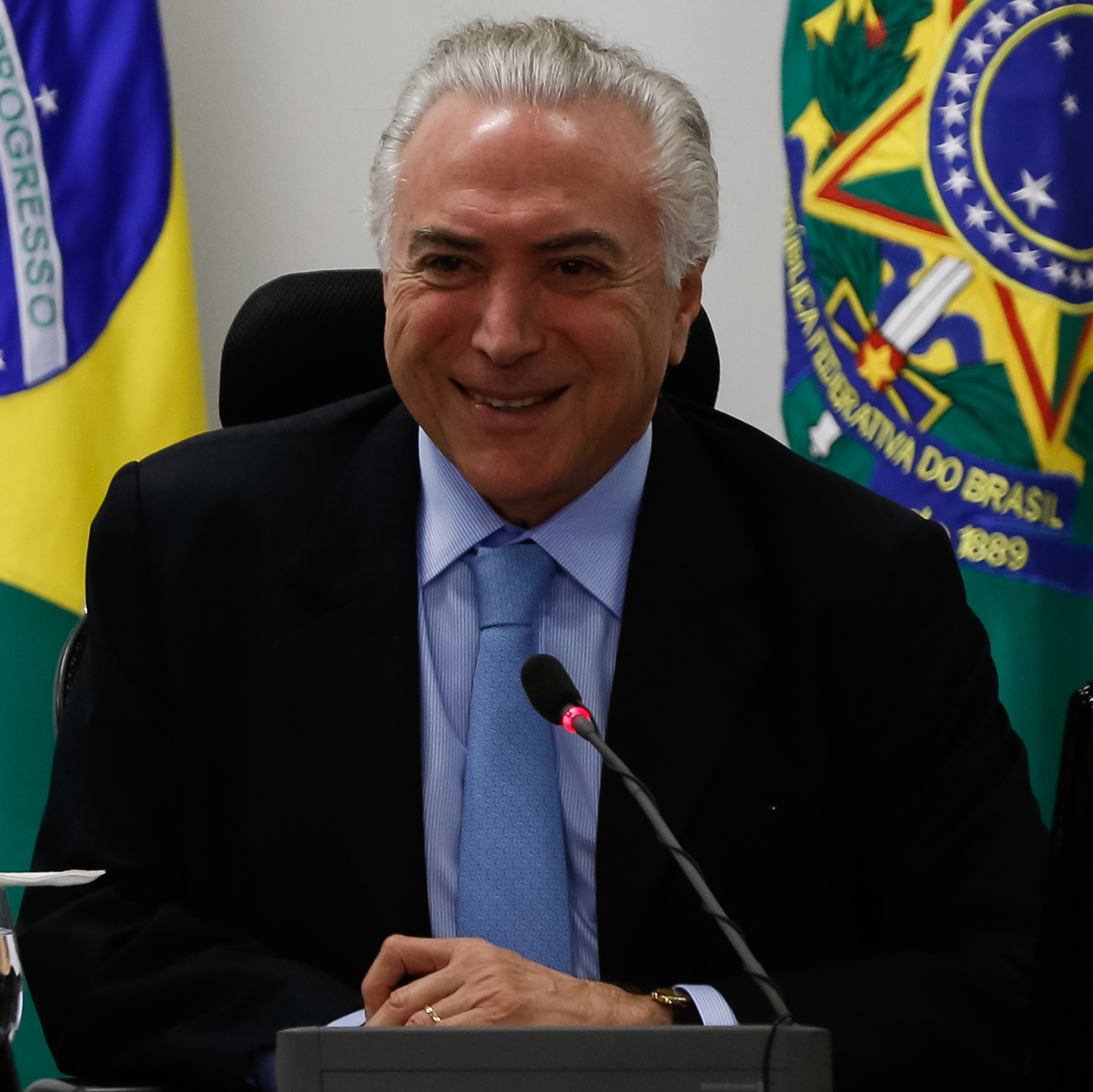
BRA 米歇尔·特梅尔, 巴西总统
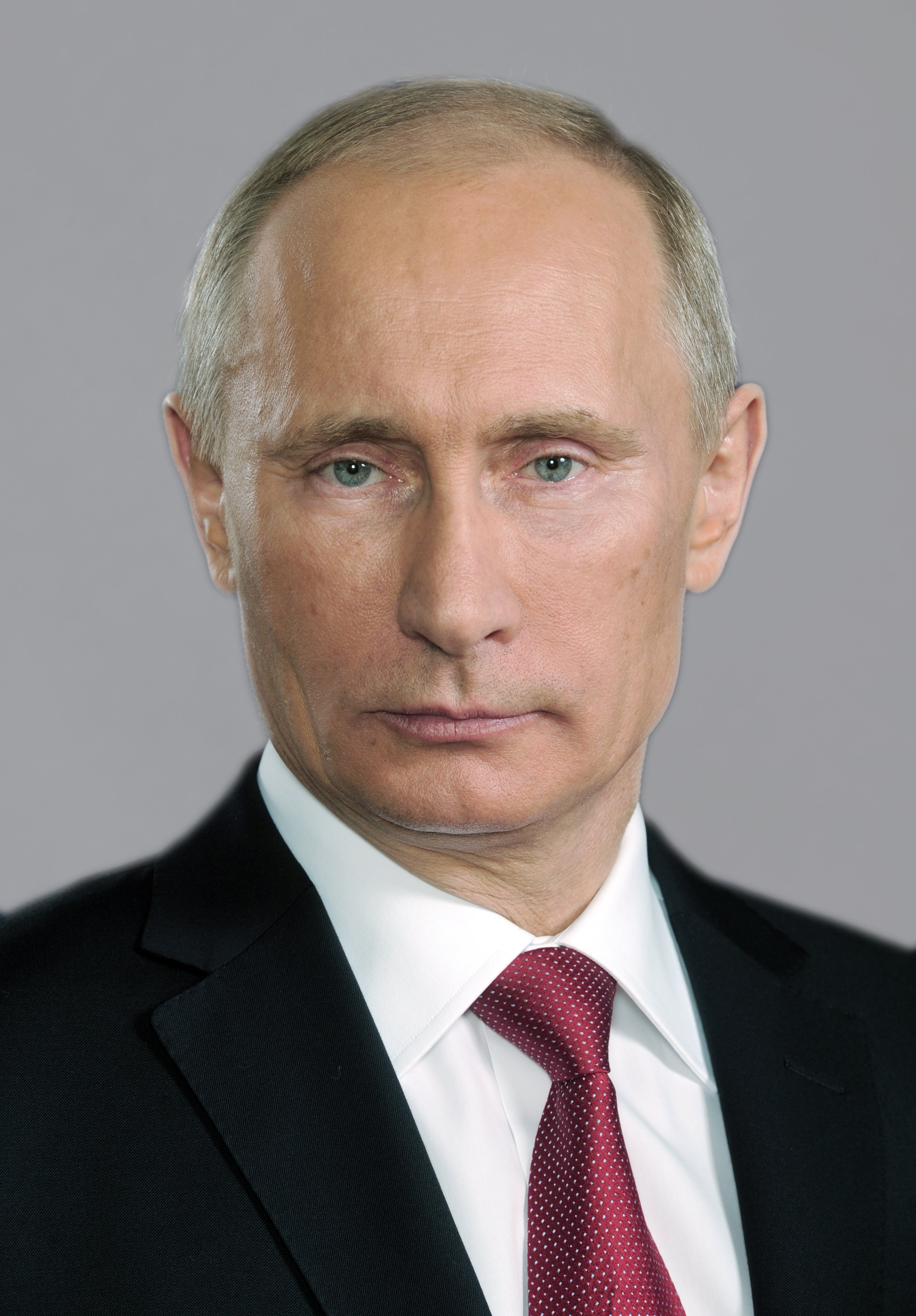
RUS 普京, 俄罗斯总统
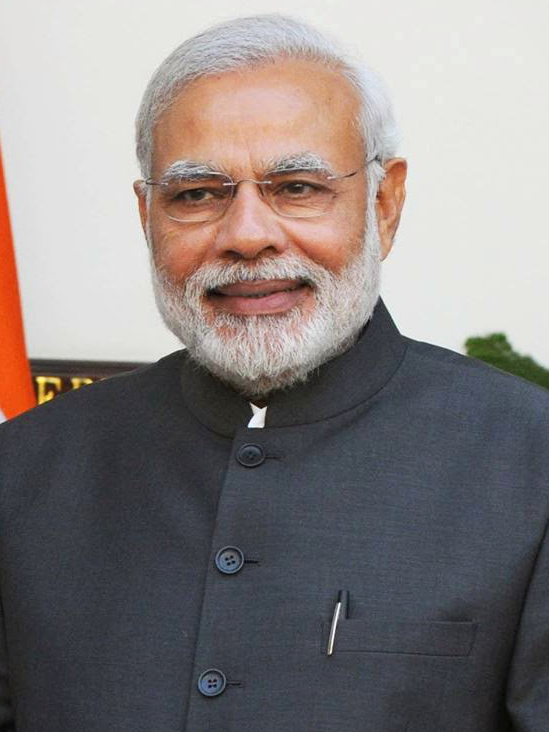
IND 纳伦德拉·莫迪, 印度总理
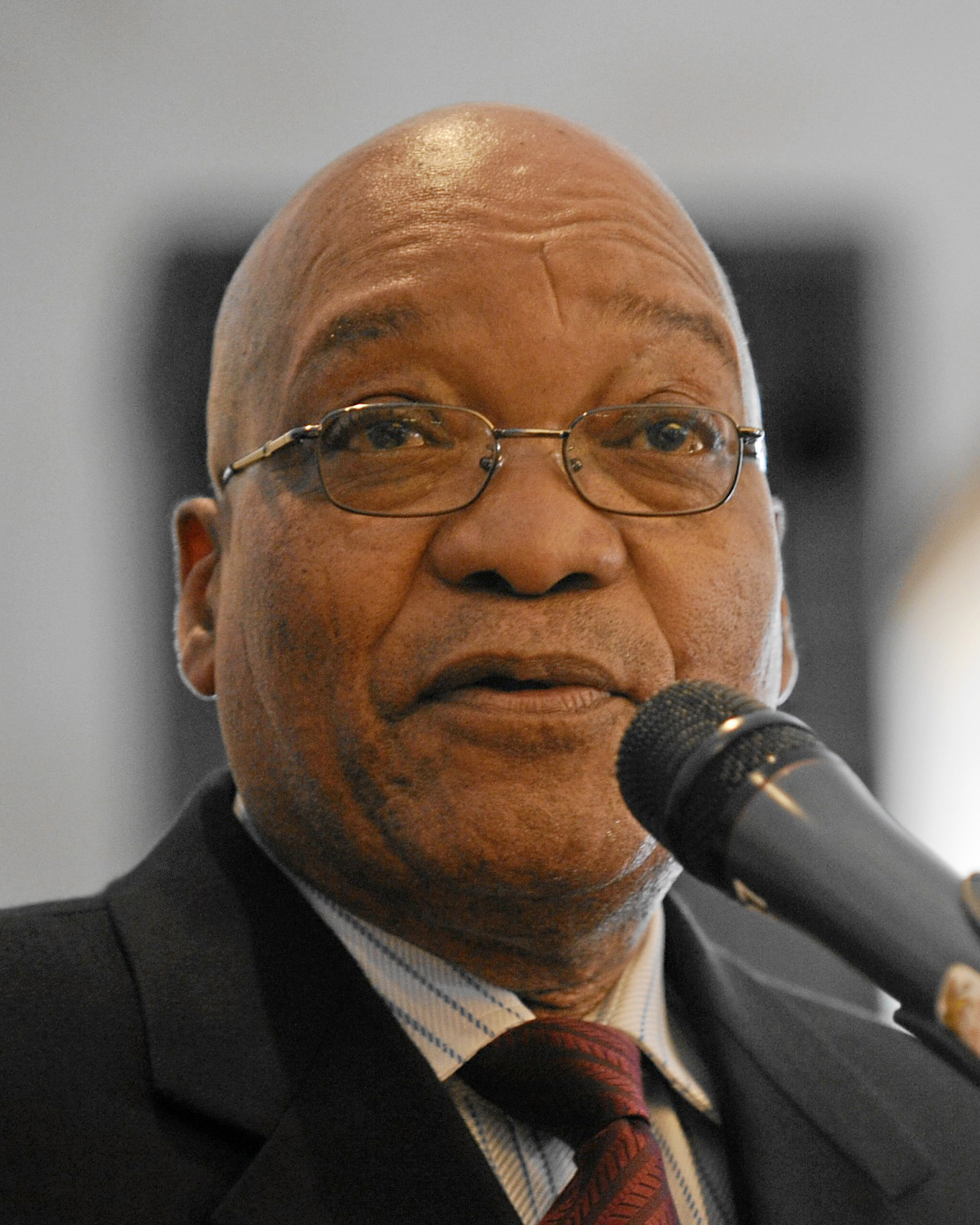
SAF 雅各布·祖玛, 南非总统

- 中国
习近平, 中共中央总书记兼国家主席
- 巴西
米歇尔·特梅尔, 巴西总统
- 俄羅斯
普京, 俄罗斯总统
- 印度
纳伦德拉·莫迪, 印度总理
- 南非
雅各布·祖玛, 南非总统

#### 特约嘉宾

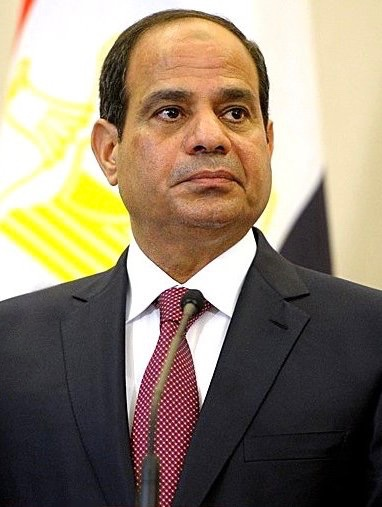
埃及 塞西,埃及总统
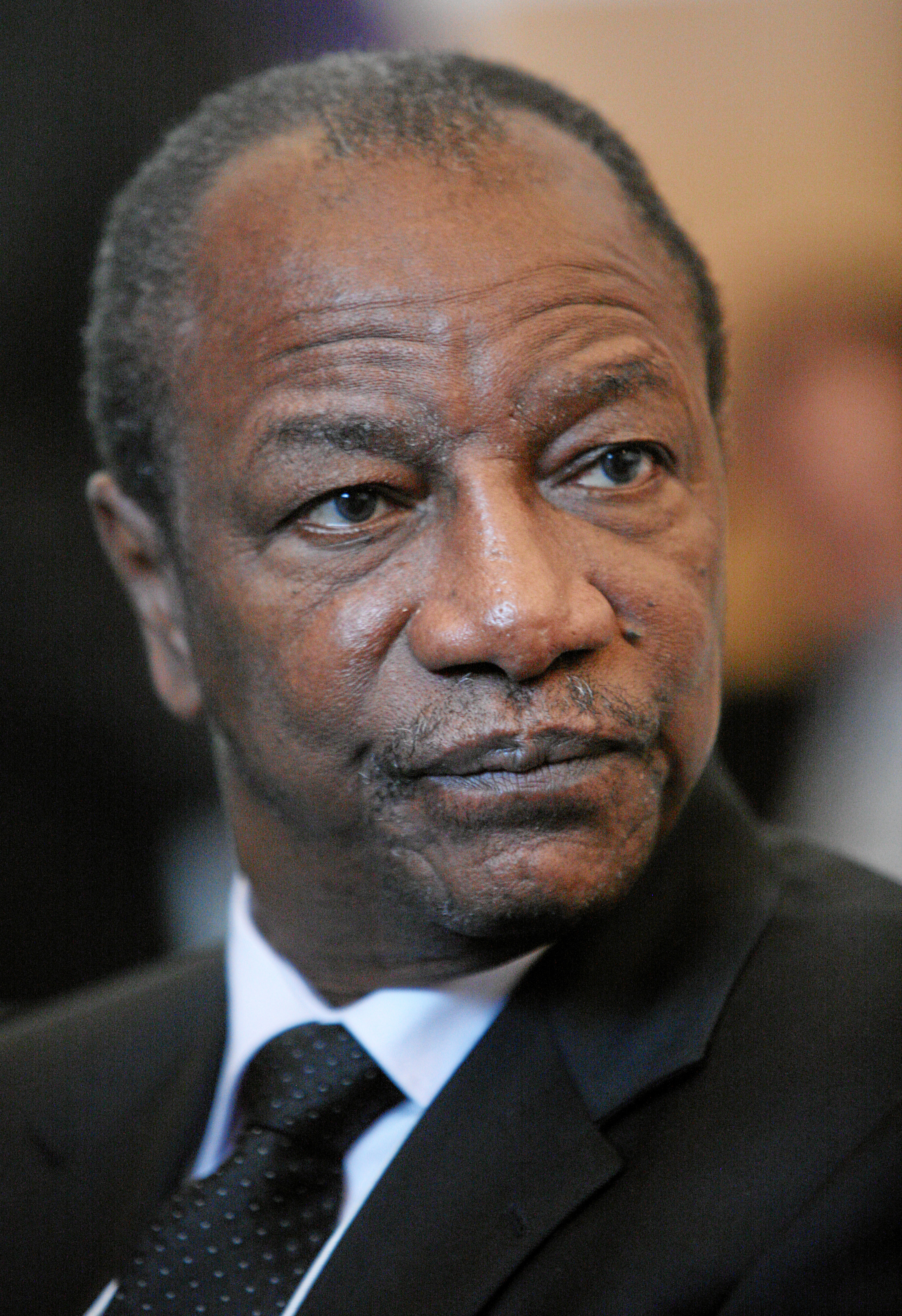
几内亚 孔戴,几内亚总统
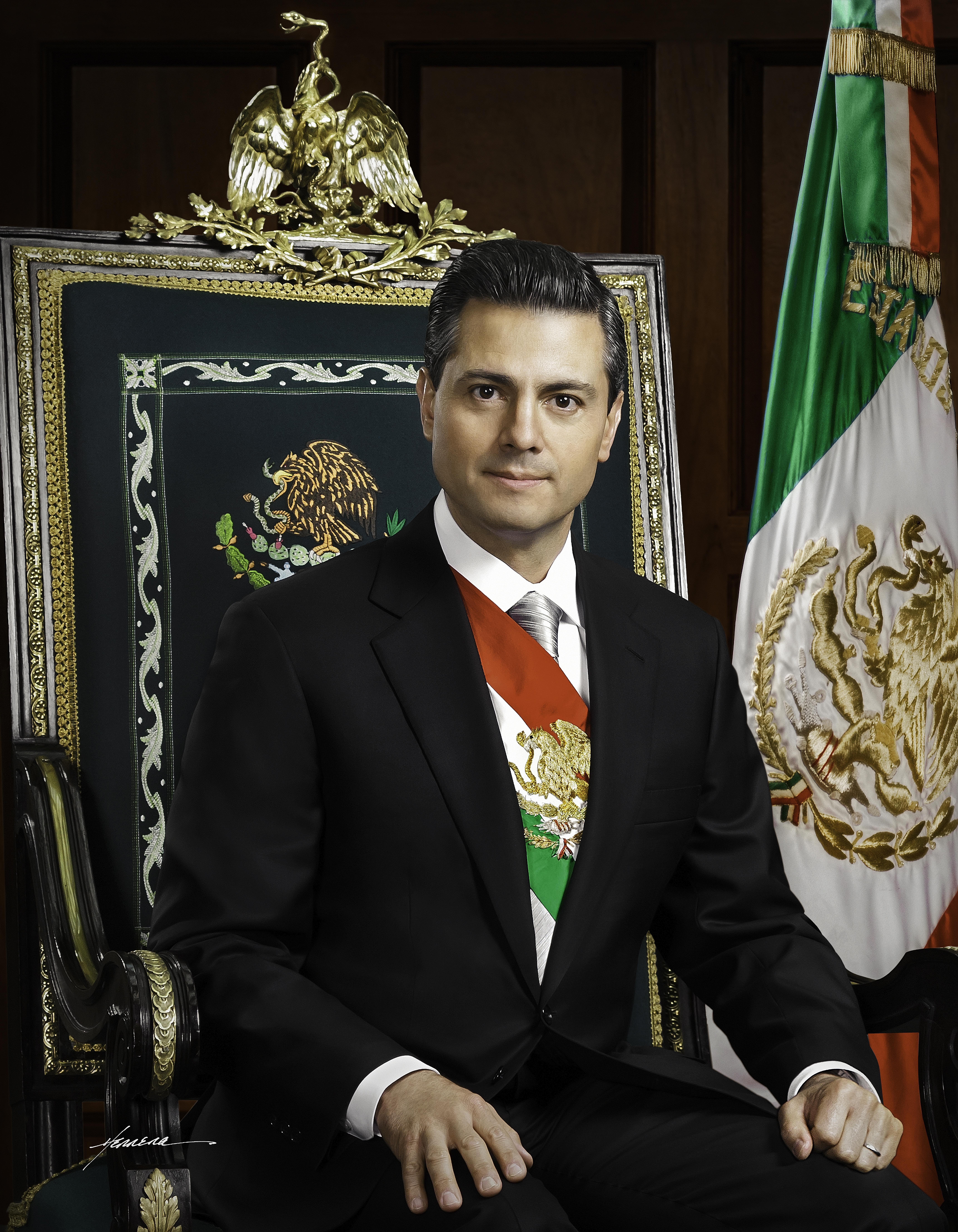
墨西哥 培尼亞·涅托,墨西哥总统
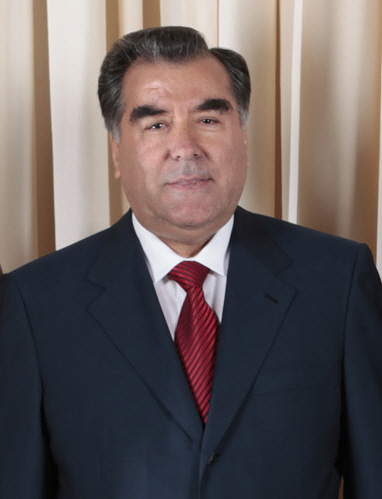
拉赫蒙,塔吉克斯坦总统
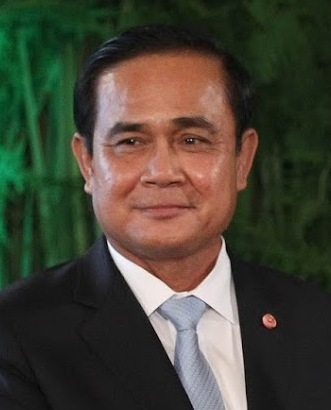
泰國 巴育,泰国总理

## 会议准备

### 安全保障

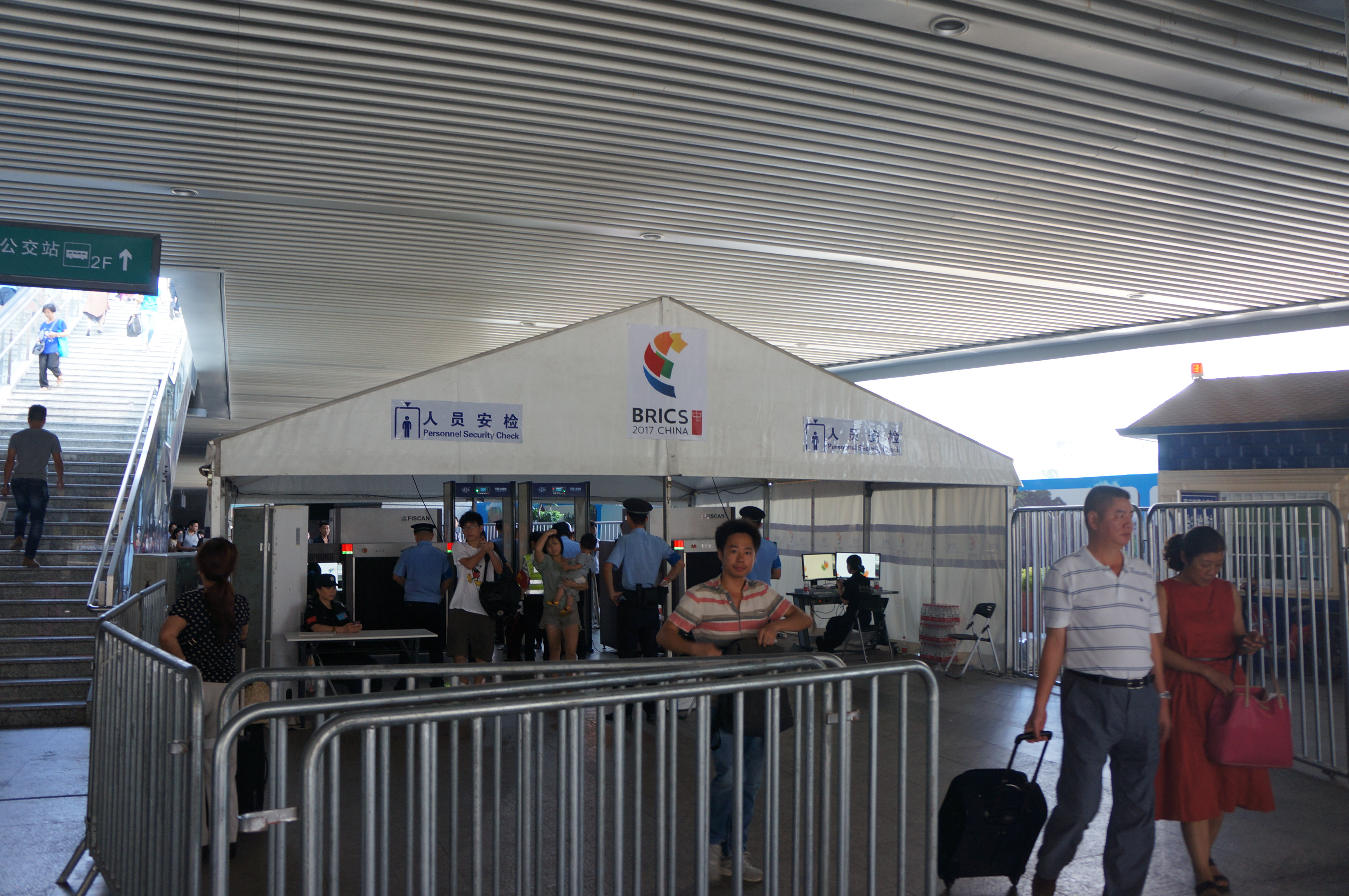
国铁厦门站在到达层对每位抵达厦门的旅客进行安全检查

2016年12月，福建省人民政府、厦门市人民政府安全生产委员会发布《护航金砖会晤安全生产大排查大整治行动方案》，厦门全市随即展开针对本次金砖峰会的安全生产保障工作。金砖会晤安保维稳部则于2017年2月组建。
部分铁路车站计划自2017年8月1日零时起至9月10日24时止对乘坐去往厦门方向列车的旅客实施二次安检。
由于空中管制，部分航空公司飞往厦门市的航班在会议召开前夕及期间处于暂时停飞或延误状态，并且物流运输收到相当程度的影响。
厦门的各个重要路口都设置了临时岗哨，街道小巷入口都有值班人员盘查出入者身份。社区居委会人员还到每户家庭登记常住人口。一些临街窗户被公安部门贴上封条，严禁开窗。许多试图前往厦门的访民在途中遭到警方拦截。
厦门市还采取了车辆单双号限行的措施，禁止外地车辆进入厦门市区。一些路段除了执行峰会任务的政府所属车辆，仅限出租车和公交车行驶。会议期间，厦门中小学照常上课，部分单位放假。厦门市区的建筑工地停止施工。海上看金门的游船在峰会期间停运。许多餐馆的停止无线信号（Wi-Fi）服务，还有酒店食肆数日乃至数周前关门歇业，等峰会结束后才开门。另外，福建省内的大部分门户网站及在线营业厅在会议期间亦会关闭，待峰会结束后恢复。
距离会议举办地厦门会展中心一两千米处有武警站岗，并抽查路人。会展中心周围的地段，沿着人行道围起了两米多高涂绿漆的网状铁丝栅栏。会展中心正门前面一百米外设立了路障，并设立告示牌，禁止车辆驶入。
临近的金门亦配合厦门加强安保工作。8月25日至9月6日，欲前往廈門的台湾居民，如果其台胞證超出有效期，则必須持金馬證（金門、馬祖居民來往大陸通行證）及身分證明，先在金門櫃台向厦门当局申请簽證，申请通过后方可购票登船。

### 市容改造
为迎接峰会，厦门市政府出资将主要街道（如中山路）沿街建筑外立面全部粉刷一新，还在一些建筑的外牆上安裝了放置空调的雕花外框。对于一些过于老旧的建筑，则在外部加增一层新外墙。一些市民觉得这样显得气象一新，但也有市民批评这些做法过于扰民。

## 朝鲜核试风波
在习近平于金砖峰会上發表主旨演講數小時前，朝鲜进行了第六次核试验，这被认为是刻意向北京挑衅。中央黨校朝鮮問題專家張璉瑰受訪時說：“朝鮮的意圖很明顯，就是要破壞金磚會議的國際氣氛。”但習近平在讲话中并未提及朝鮮剛進行的核試驗。在習近平随后与普京的会晤中，兩人一致同意堅持朝鮮半島無核化目標，並密切溝通協調，妥善應對朝鮮再次進行核試驗這一最新形勢。

## 厦门宣言

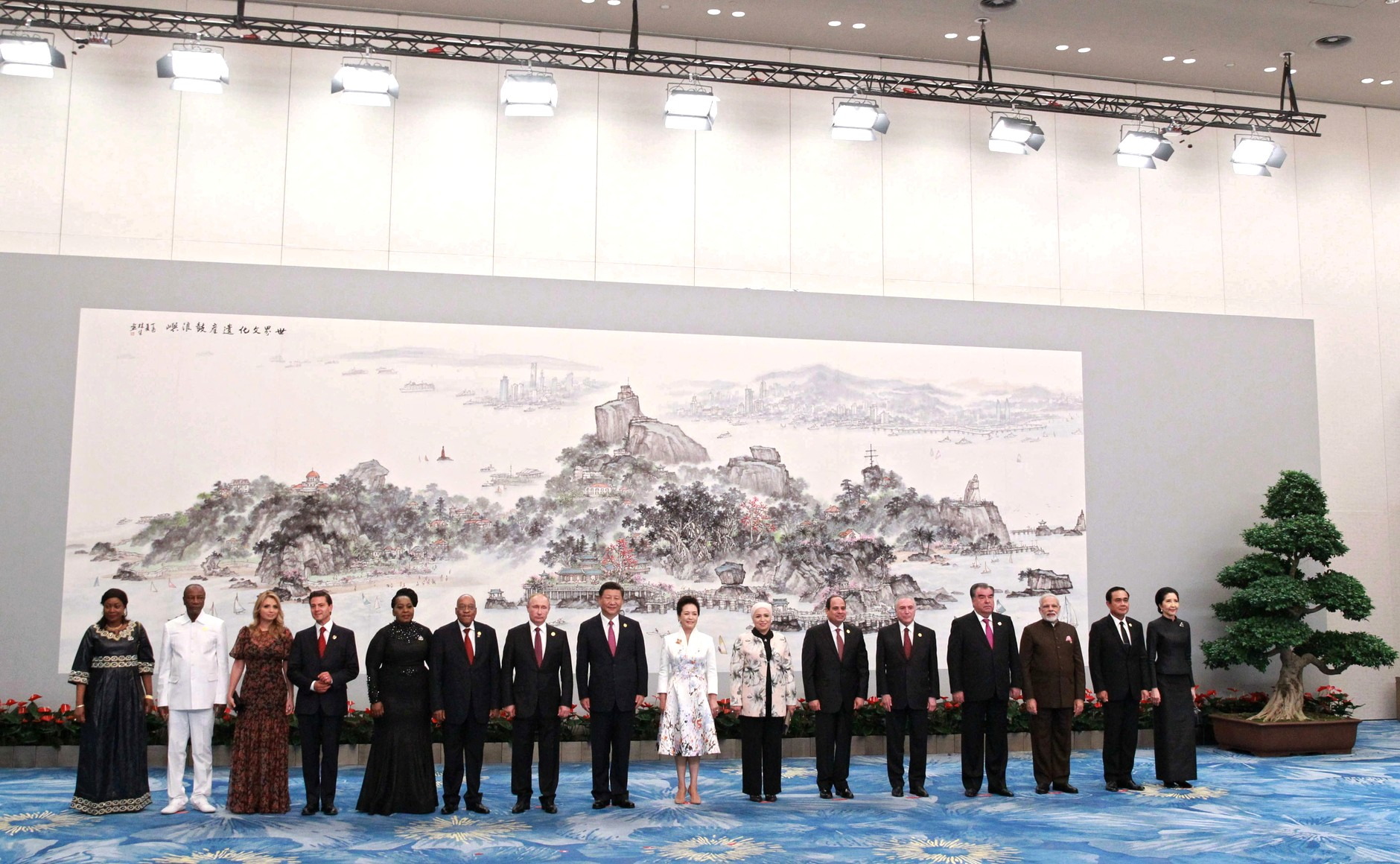
与会领导人合影

9月4日金磚國家領導人會晤後，當日晚9時許，新華社發表了《廈門宣言》全文。宣言提及五国合作取得的成果，包括成立新開發銀行（NDB）和應急儲備安排（CRA）、制定「金磚國家經濟夥伴戰略」等，堅決反對保護主義，強調建立開放包容的世界經濟，維護以世貿組織為代表及規則的多邊貿易體制，宣言重視G20繼續作為國際經濟合作論壇的作用， 對朝鮮核試表「遺憾」。值得注意的是，宣言首次点名了從巴基斯坦國跨境到印度發動恐怖攻擊的「虔誠軍」（Lashkar-e- Taiba）、穆罕默德軍（Jaish-e-Mohammed ）为恐怖组织，这被印度輿論視為是中國讓步與印度的外交勝利。此前中国力推的「金磚+」模式，宣言中僅一笔带过。